# Miód sztuczny
Miód sztuczny – produkt spożywczy syntetyczny (stworzony przez człowieka), naśladujący miód naturalny, który w smaku i wyglądzie jest podobny do jego naturalnego odpowiednika. Produkt może być stały lub ciekły.

## Otrzymywanie
Miód uzyskuje się poprzez rozkład cukrów złożonych (najczęściej z syropu ziemniaczanego) sacharozy lub izoglukozy na cukry proste w procesie podgrzewania w roztworze z dodatkiem słabych kwasów jako katalizatorów. Następnie dodawane są barwniki, aromaty oraz esencje smakowe. Metoda jest stosowana przemysłowo od czasów I wojny światowej.

## Właściwości
Sztuczny miód nie zawiera unikatowych składników obecnych w miodzie naturalnym. Dlatego nie posiada właściwości leczniczych, smakowych i zapachowych charakterystycznych dla naturalnego miodu. Powinien się charakteryzować bursztynową barwą i smakiem zbliżonym do oryginału. Struktura odmiany stałej powinna być drobnokrystaliczna. Obecność zanieczyszczeń mechanicznych lub śladów szkodników jest niedopuszczalna.

## Inne produkty miodopodobne
Produkty uzyskane w wyniku przetworzenia przez pszczoły surowców innych niż nektar lub spadź nazywane są produktami miodopodobnymi.

### Miód ekspresowy
Po podaniu pszczołom inwertu pszczelarskiego fałszowany jest miód naturalny, co pozwala jednocześnie zwiększyć produkcję pasiek.

### Ziołomiody
W przypadku dodania do syropu wywarów z ziół można uzyskać tzw. ziołomiody.

### Miody sokowe
W przypadku dodania do syropu soków z owoców powstają tzw. miody sokowe.